# 毓灵桥
}}
毓灵桥，是廣州的一座古橋，位置在荔湾区冲口街道芳村大道东杏花大街冲口涌，为广州市的一个市、县级文物保护单位，类型为古建筑，公布时间为1993年8月。在過去是芳村的要道，北接古道連省佛通衢，南連石道經西塱、赤崗可達南海縣平洲。1960年代中期，此橋還是衝口輪渡碼頭的唯一要道。
由於建橋的碑記散失，難考建橋時間，傳說為清道光年間所建，橋名源於這裡歷史上屬鐘秀鄉，取其鐘靈毓秀之意。